# Tina Lutz
Tina Lutz (* 25. Oktober 1990 in München) ist eine deutsche Seglerin.

## Sportliche Ergebnisse
Sie gewann unter anderem 2005 den Einzel- und Mannschafts-Weltmeistertitel in der Nachwuchsbootsklasse Optimist und 2007 einen Junioren-Europameistertitel in der 420er-Klasse. Sie startet für den Chiemsee Yacht-Club und besuchte 2010/2011 den 13. Jahrgang des Landschulheims Schloss Ising im oberbayrischen Chieming.
In der Optimistenklasse errang sie 2003 den Deutschen Meistertitel und 2004 den Weltmeistertitel in der Damenwertung. Mit ihrem Weltmeistertitel 2005 in der gleichen Klasse vor 240 Konkurrenten aus 51 Nationen war die damals Vierzehnjährige seit über zehn Jahren der erste weibliche Weltmeister und erst der dritte weibliche Weltmeister in der Optimisten-Klasse, die seit der ersten Austragung 1962 Seglern beiden Geschlechts unter 16 Jahren offensteht, überhaupt. Es war die erste deutsche Goldmedaille in der Optimistenklasse. Lutz gewann bei der Weltmeisterschaft außerdem den Titel in der Nationenwertung mit der deutschen Mannschaft – mit Julian und Philipp Autenrieth, Matti Cipra und Florian Dziesiatyam – sowie den Pokal "World’s Girl Trophy" für die beste weibliche Leistung, den sie bereits 2004 mit Platz 12 in der Gesamtwertung gewonnen hatte.
Nach ihrem Umstieg in die 420er-Klasse wurde Lutz 2006 mit Vorschoterin Lisa Frisch Deutsche Jugendmeisterin. Seit März 2007 segelt Tina Lutz zusammen mit Susann Beucke aus Strande bei Kiel, die für den Hannoverschen Yacht-Club antritt, so dass beide zu Schulzeiten zunächst nur an den Wochenenden gemeinsam trainieren konnten.
Nach einem Sieg in der deutschen Jugendmeisterschaft 2007 wurden sie im August 2007 vor dem niederländischen Medemblik Junioren-Europameisterinnen in der 420er-Klasse und erreichten in der – nicht nach Geschlechtern getrennten – Gesamtwertung den 9. Platz.
Am 8. Juli 2007 wurde Lutz, gemeinsam mit Julian Autenrieth, für ihre Leistungen mit dem Bayerischen Sportpreis in der Kategorie „Herausragender Nachwuchssportler“ ausgezeichnet.
Lutz und Susann Beucke segelten außerdem die 29er-Klasse mit dem Ziel, sich für die ISAF YouthWorlds, eine hochrangige internationale Juniorenregatta, zu qualifizieren.
Nachdem das ISAF-Council Ende 2007 mit 21 zu 20 Stimmen der 29er zu Gunsten der Disziplin Damen-Match-Race mit langsamen Kielbooten den Vorzug gab, erfolgte von der Mannschaft Lutz/Beucke ein erneuter Umstieg, diesmal in die 470er-Klasse.
Ihr Ziel, die Teilnahme an den Olympischen Spielen 2012, konnten Tina Lutz/Susann Beucke nicht erreichen. Lutz/Beucke ersegelten bei der letzten Qualifikationsmöglichkeit zwar den Nationenstartplatz, ihre Gegner Kathrin Kadelbach und Friederike Belcher hinderten aber das Schiff von Tina Lutz in regelkonformer Weise daran, eine bessere Platzierung zu erreichen. Ein Versuch, die Qualifikation auf gerichtlichem Wege gegen den Deutschen Segler-Verband zu erstreiten, scheiterte.
Bei den 2021 ausgetragenen Olympischen Spielen 2020 in Tokio gewann Lutz mit Susann Beucke in der 49erFX-Jolle die Silbermedaille. Sie beendete gemeinsam mit Susann Beucke ihre olympische Karriere bei der 128. Kieler Woche 2022.

## Liste der Erfolge
Optimist

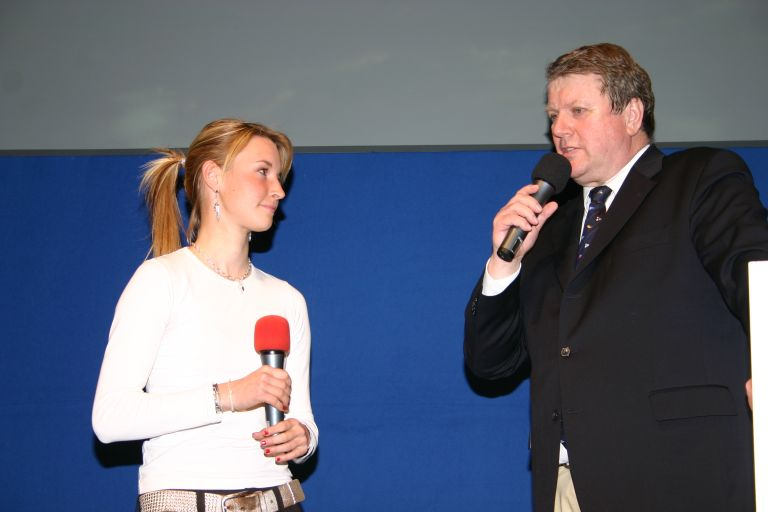
Tina Lutz mit Yacht-Redakteur Christoph Schumann bei der Meisterehrung der bayerischen Erfolgssegler 2008

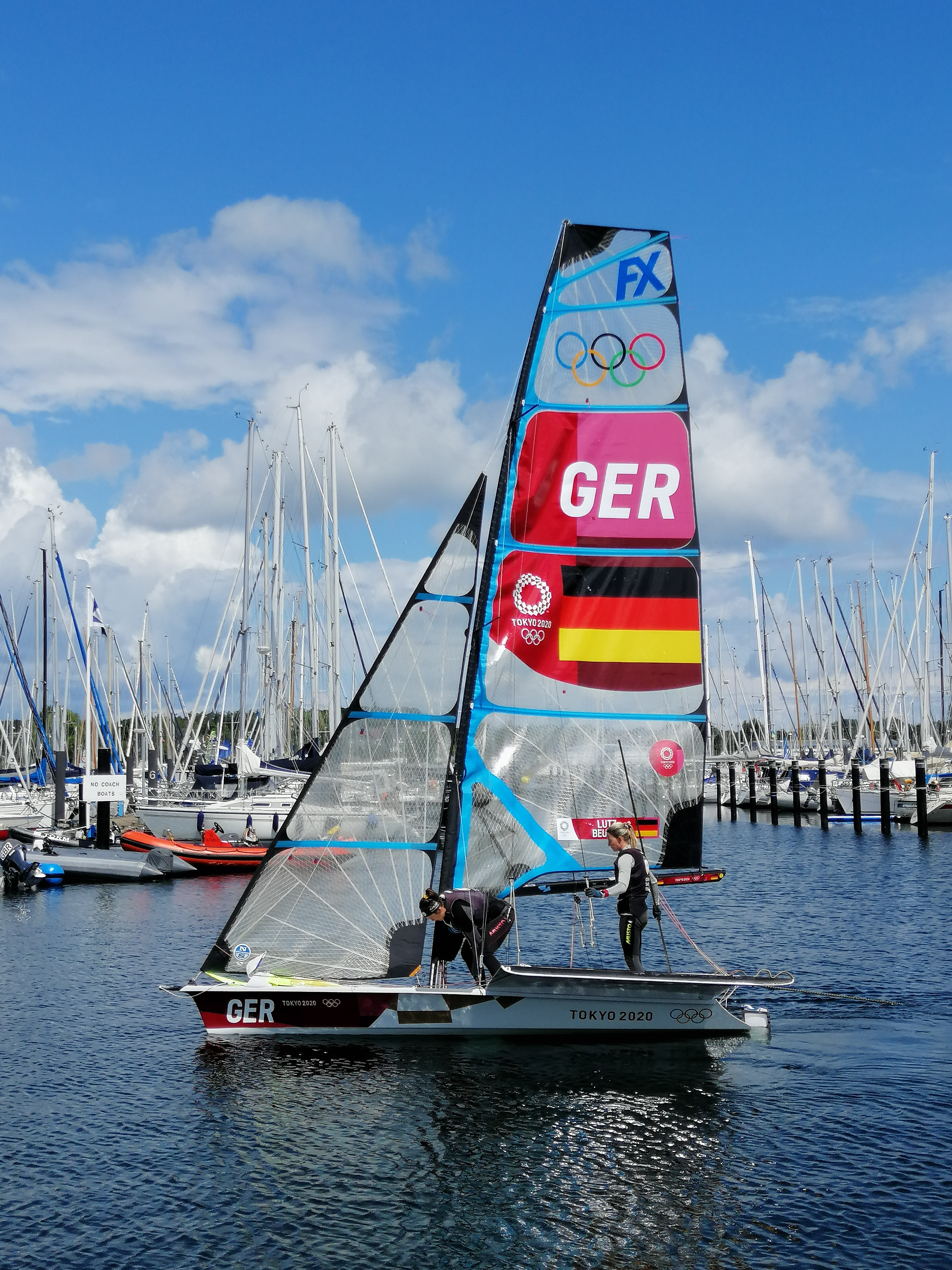
49er FX des Olympiateams Susann Beucke und Tina Lutz, Kieler Woche 2022

- 2003 – Internationale Deutsche Jüngstenmeisterschaft (IDJüM): Deutsche Jüngstenmeisterin, bestes Mädchen und U14-Siegerin
- 2003 – Europameisterschaft Starigrad, Kroatien: Platz 30
- 2004 – Weltmeisterschaft Ecuador: Damen-Weltmeisterin und 12. Platz in der Gesamtwertung
- 2005 – Weltmeisterschaft Silvaplana, Schweiz: Weltmeisterin – Gewinn der Gesamtwertung, der Damen- und der Nationenwertung

420er
- 2006 – Internationale Deutsche Meisterschaft: Deutsche Meisterin
- 2006 – Weltmeisterschaft Gran Canaria: Platz 23
- 2007 – Weltmeisterschaft Auckland, Neuseeland: Platz 12 und beste deutsche Platzierung
- 2007 – Französische Qualifikation für die Europameisterschaft und die Regatta Coupe Internationale de la Méditerranée (CIMA): Platz 1
- 2007 – Internationale Deutsche Jugendmeisterschaft 2007: Deutsche Jugendmeisterin
- 2007 – Internationale Junioren-Europameisterschaft 2007: Junioren-Europameisterin
- 2008 – 4. Platz bei der Internationalen Junioren-Weltmeisterschaft vor Gdynia mit Susann Beucke

470er
- 2010 – 9. Platz bei der Kieler Woche
- 2010 – 14. Platz bei der Deutschen Meisterschaft

49erFX
- 2017 – Sieger mit Vorschoterin Susann Beucke bei der Europameisterschaft in Kiel[10]
- 2021 – Silber bei den Olympischen Spielen 2020 in Tokio